# Newtown
Newtown é uma cidade no Condado de Fairfield, Connecticut, Estados Unidos. A população era 27.560 no censo de 2010. Newtown foi fundada em 1705 e incorporada em 1711.

## História
Em 1705, a vila local foi comprada pelos índios Pohtatuck, e era originalmente conhecida como Quanneapague. Colonizada a partir de Stratford e incorporada em 1711, Newtown era um reduto da facção Tory durante o início da Guerra Revolucionária. O general francês Rochambeau e suas tropas acamparam no local em 1781 durante a sua célebre marcha em seu caminho para o cerco de Yorktown, Virgínia, que terminou a revolução.[carece de fontes?]
Situada num importante cruzamento de estradas, a aldeia de Hawleyville rapidamente emergiu como um importante centro ferroviário e a população da vila cresceu para mais de 4.000 por volta de 1881. Nas décadas seguintes, a população diminuiu para um mínimo de 2.635, em 1930, antes de voltar a crescer.[carece de fontes?]
A indústria local incluía a fabricação de móveis, sacos de chá, pentes, mangueiras de incêndio, caixas dobráveis, botões, chapéus, bem como agricultura e mineração de mica e feldspato. O jogo de Scrabble foi desenvolvido aqui por James Brunot.

### Tiroteio na escola em 2012
Em 14 de Dezembro de 2012, 26 pessoas, incluindo 20 crianças, foram mortas na Sandy Hook Elementary School.  O incidente é o segundo  tiroteio em escola mais mortal, na história dos Estados Unidos,  atrás das mortes na Virginia Tech em 2007 e  o terceiro ataque mortal escolar por trás do massacre de Virginia Tech e o Massacre de Bath School.

## Geografia
De acordo com o United States Census Bureau, a cidade tem uma área total de 153 km², dos quais 150 km ² é terra e 3,4 km ², ou 2,22%, é água. Newtown está situado a norte do Condado de Fairfield, cerca de 72 km a sudoeste de Hartford e cerca de 97 km a nordeste de Nova Iorque. A quinta maior cidade do estado na região, é limitado com  Betel, Bridgewater, Brookfield, Easton, Monroe, Oxford, Redding e Southbury.

### Principais comunidades
- Botsford (código postal 06470)
- Dodgingtown
- Hattertown
- Hawleyville (código postal 06470)
- Newtown Borough
- Rocky Glen
- Sandy Hook (código postal 06482) (incluindo Berkshire, Riverside, Walnut Tree Hill, e comunidades do Zoar)
- Outras minorias comunidades incluindo Head of Meadow, Hopewell, Huntingtown, Lands End, Middle Gate, Palestine, e Taunton.